# 리뷰 오브 이코노믹 스터디즈
〈리뷰 오브 이코노믹 스터디즈〉(영어: The Review of Economic Studies, RESTUD)는 경제학 학술지이다. 1933년 미국과 영국의 경제학자들에 의해서 만들어졌다. 일년에 한 번씩 옥스퍼드 대학교 출판부에서 공개되어왔으며 목적은 학술 연구를 지원하고 이를 경제학에 적용하기 위함이었다.